# لوكهيد هاف بلو
لوكهيد هاف بلو  (Lockheed Have Blue) هو اسم رمزي لطائرة تجريبية لإثبات مفهوم طائرة تتحدى الرادار والتي أدت إلى إنتاج طائرة إف - 117 نايت هوك الشبح. تم تصميم الطائرة من قبل قسم «سكانك ووركس» التابع لشركة لوكهيد وتم اختبارها في بحيرة غروم في نيفادا. تعتبر أول طائرة بجناحين ثابتين الذي تم تصميم شكله الخارجي من قبل فريق هندسة الرادار بدلا من فريق هندسة الطيران. تم تصميم الطائرة على شكل لوحة تهدف إلى تشتيت الموجات الكهرومغناطيسية التي تطلقها الرادارات في اتجاهات بعيدة عن الرادار الذي يرسلها، وبالتالي، تحد من قدرة الرادارات على اكتشافها. تم بناء نموذجين منها  ولكنهما تحطما خلال اختبار الطائرة.

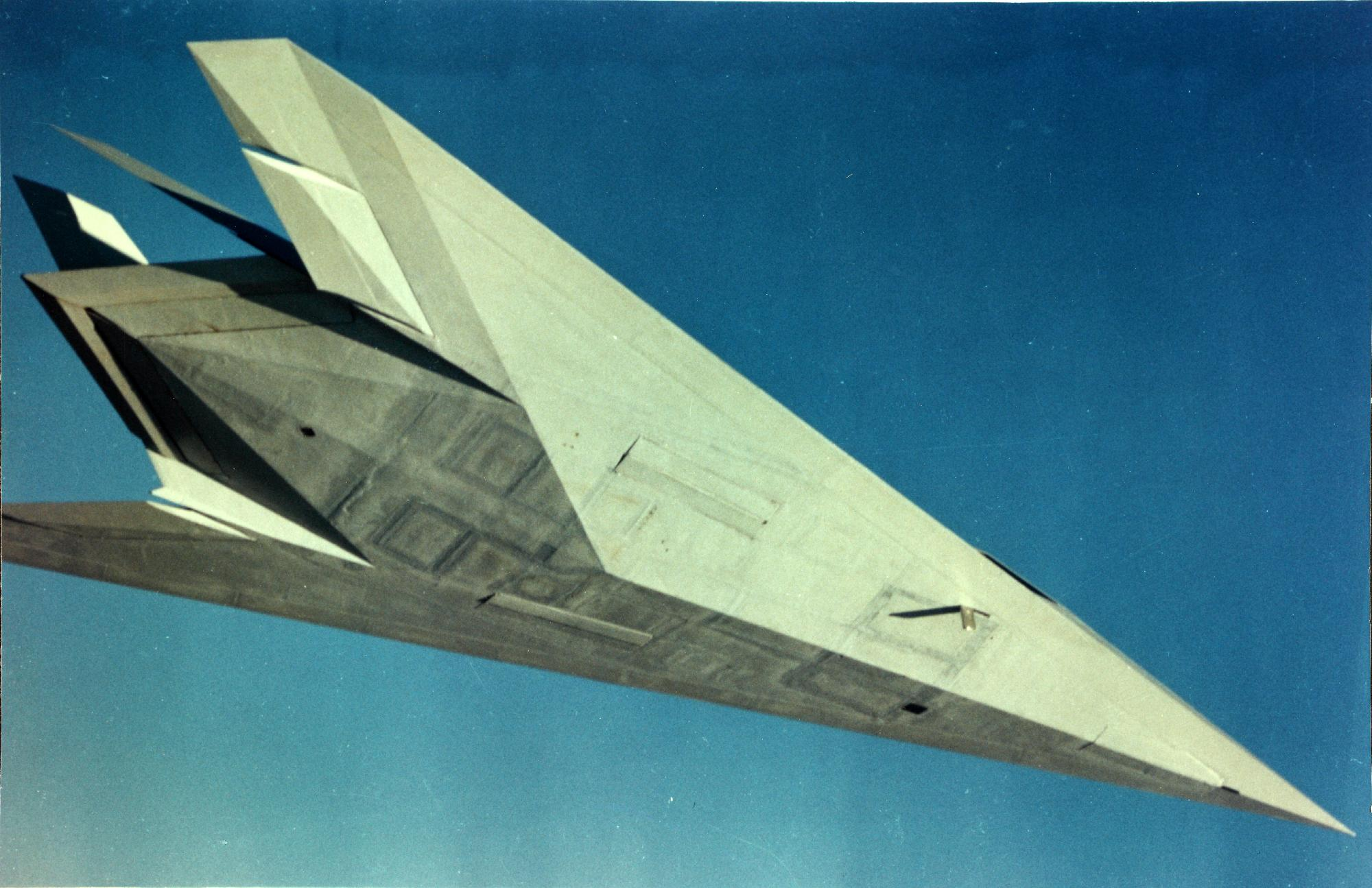
منظر لأسفل طائرة هاف بلو

## المواصفات

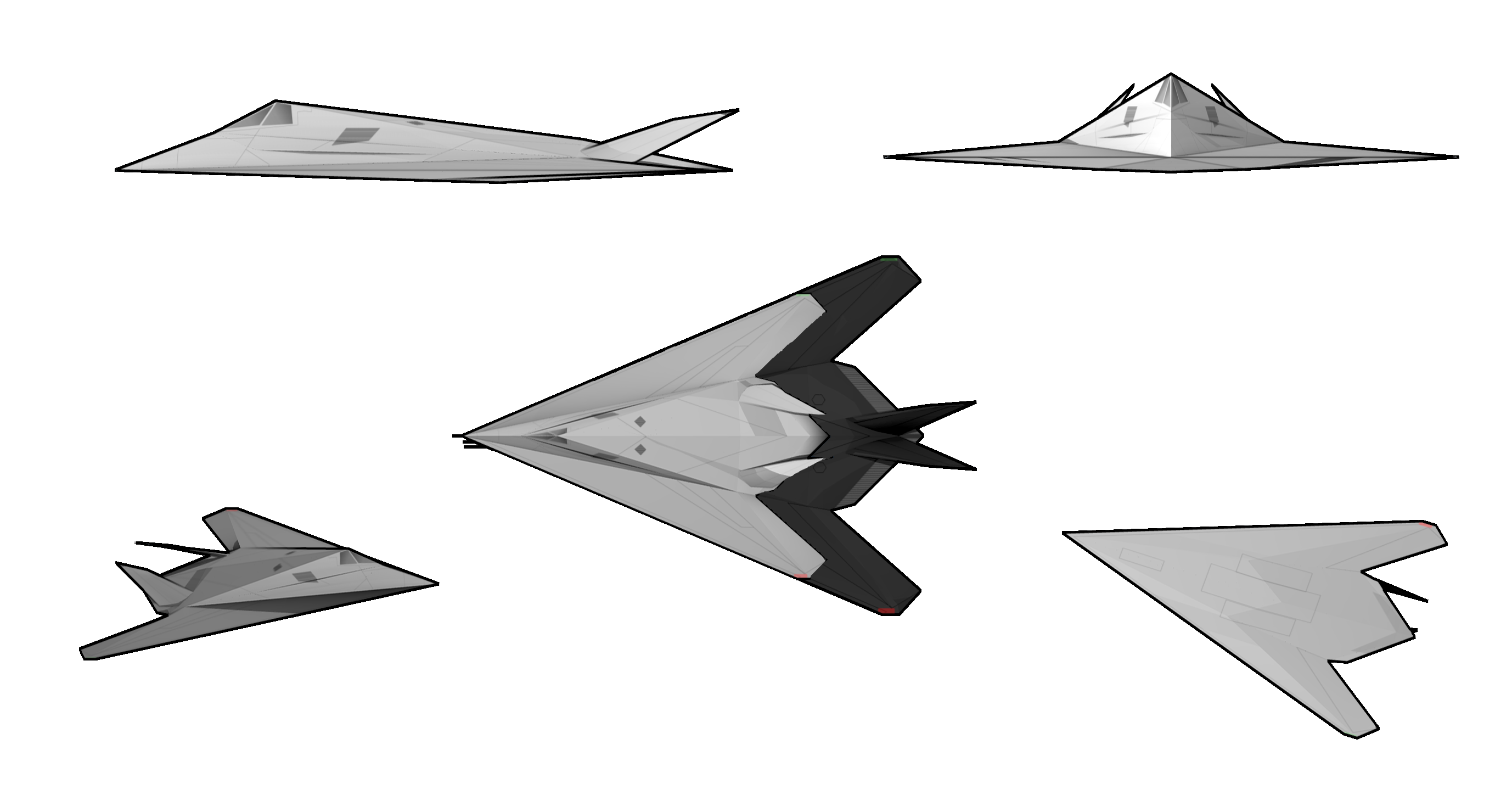
عدة CG المقدمة آراء الأزرق ، مع النفقات العامة مقارنة صغر حجمها النسبي F-117

البيانات من Crickmore, Donald, Aronstein and Piccirillo
الخصائص العامة
- الطاقم: 1
- الطول: 47 ft 3 in (14.40 m)
- باع الجناح: 22 ft 6 in (6.86 m)
- الارتفاع: 7 ft 6 in (2.29 m)
- مساحة الجناح : 386 ft² (35.86 m²)
- الوزن فارغة: 8,950 lb (4,060 kg)
- وزن الإقلاع الأقصى: 12,500 lb (5,670 kg)
- محرك الطائرة: 2 × جنرال إلكتريك جيه 85 محرك نفاث عنفيs

الأداء
- السرعة القصوى: 600 mph (966 km/h)
- حمولة الجناح: 32 lb/ft² (156 kg/m²)
- دفع/وزن: 0.46–0.62

## وصلات خارجية
1. ↑  Crickmore 2003, pp. 14–15.
2. ↑  Donald 2003, p. 68.
3. ↑  Aronstein and Piccirillo 1997, pp. 41–42.